# Павелс Міхадюкс
Павелс Міхадюкс (латис. Pāvels Mihadjuks, нар. 27 травня 1980, Лієпая) — латвійський футболіст, захисник клубу «Спартакс» (Юрмала).

## Клубна кар'єра
Вихованець клубу «Металургс» (Лієпая), в школі якої навчався з 7 років. У віці 18 років був переведений до першої команди, з якою і дебютував у Вищій лізі в сезоні 1999 року, ставши віце-чемпіоном Латвії. У наступні два сезони клуб ставав третім, але Павелс так і не зумів закріпитись у рідній команді.
Через це на початку 2002 року Міхадюкс перейшов у клуб «РКБ-Арма», якому в першому ж сезоні допоміг виграти латвійську Першу лігу і вийшов у вищий дивізіон. У 2003 році ризька команда завершила сезон у восьмому місці у таблиці, після чого через фінансові проблеми була розформована, а Павелс приєднався до «Діттон», провів у цьому клубі наступний сезон 2004 року.
На початку 2005 року став гравцем «Риги» і протягом наступних чотирьох сезонів зіграв за команду 92 матчі в чемпіонаті, забивши 6 голів. У 2007 році здобув з командою бронзові медалі чемпіонату і кваліфікувався у останній розіграш Кубка Інтертото 2008 року. Втім впродовж сезону 2008 року «Рига» зазнала значних фінансових труднощів, які призвели до розпуску клубу після сезону 2008 року. Перебуваючи у величезних боргах з гравцями, тренерами і командним персоналом, клуб розірвав контракти зі своїми провідними гравцями вже під час сезону, через що влітку 2008 року Міхадюкс став вільним агентом. У липні 2008 року він приєднався до «Вентспілса», з яким того ж року виграв національний чемпіонат.
У січні 2009 року Міхадюкс перейшов у «Інвернесс Каледоніан Тісл» з шотландської Прем'єр-ліги, де дограв до кінця сезону, після чого повернувся у «Вентспілс». Втім вже через півроку Павелс знову вирушив до Шотландії, перейшовши на правах оренди в «Данді Юнайтед», якому допоміг виграти Кубок Шотландії 2009/10, але основним гравцем не став.
У липні 2012 року став гравцем свого рідного клубу «Металургс» (Лієпая), в якому провів наступні два з половиною сезони. Перед початком сезону 2013 року він перейшов до «Даугави» (Рига), за яку зіграв 21 матч і забив 1 гол, допомігши їй досягти найкращого успіху в історії клубу — четверте місце у чемпіонаті і вихід до Ліги Європи УЄФА. 
На початку 2014 року Міхадюк перейшов у «Юрмалу», підписавши з клубом річну угоду і, крім того, був обраний капітаном команди на наступний сезон. Незабаром після початку сезону клуб зазнав серйозних фінансових труднощів, а його результати згодом погіршилися. Перебуваючи в боргах клуб відпустив своїх лідерів, серед яких був і Міхадюкс, який в липні 2014 року на правах вільного агента приєднався до новоствореного клубу «Лієпая». Він допоміг клубу закінчити сезон на 4 місці, а у 2015 році став з командою чемпіоном Латвії.
В червні 2016 року перебрався до «Спартакса» (Юрмала), з яким двічі поспіль у 2016 і 2017 роках знову ставав чемпіоном країни. Станом на 13 листопада 2018 року відіграв за юрмальський клуб 51 матч в національному чемпіонаті.

## Виступи за збірні
Виступав у складі юнацької збірної Латвії, взявши участь у 2 іграх на юнацькому рівні. Згодом залучався до складу молодіжної збірної Латвії. На молодіжному рівні зіграв у 6 офіційних матчах.
12 серпня 2009 року дебютував в офіційних іграх у складі національної збірної Латвії в товариському матчі з Болгарією. Свій перший і єдиний гол за збірну забив 7 червня 2011 року в товариському матчі проти Австрії, в якому також був вилучений з поля за дві жовті картки. 
Свій останній міжнародний матч провів 7 червня 2013 року в рамках відбору на чемпіонат світу 2014 року проти Боснії та Герцеговини (0:5). Всього провів у формі головної команди країни 16 матчів, забивши 1 гол.

## Досягнення
- Чемпіон Латвії: 2008, 2015, 2016, 2017
- Володар Кубка Шотландії: 2009/10

| Дата       | Місто       | Господарі      | Результат | Гості                | Турнір            | Голи | Примітки |
| ---------- | ----------- | -------------- | --------- | -------------------- | ----------------- | ---- | -------- |
| 12-8-2009  | Софія       | Болгарія       | 1 – 0     | Латвія               | товариський матч  | -    |          |
| 22-1-2010  | Малага      | Південна Корея | 1 – 0     | Латвія               | товариський матч  | -    |          |
| 3-3-2010   | Луанда      | Ангола         | 1 – 1     | Латвія               | товариський матч  | -    |          |
| 5-6-2010   | Мілтон-Кінз | Гана           | 1 – 0     | Латвія               | товариський матч  | -    |          |
| 18-6-2010  | Каунас      | Литва          | 0 – 0     | Латвія               | Балтійський кубок | -    |          |
| 19-6-2010  | Каунас      | Естонія        | 0 – 0     | Латвія               | Балтійський кубок | -    |          |
| 11-8-2010  | Ліберець    | Чехія          | 4 – 1     | Латвія               | товариський матч  | -    |          |
| 3-9-2010   | Рига        | Латвія         | 0 – 3     | Хорватія             | Відбір до ЧЄ 2012 | -    | 76'      |
| 7-9-2010   | Аттард      | Мальта         | 0 – 2     | Латвія               | Відбір до ЧЄ 2012 | -    |          |
| 17-11-2010 | Куньмін     | Чилі           | 1 – 0     | Латвія               | товариський матч  | -    |          |
| 7-6-2011   | Ґрац        | Австрія        | 3 – 1     | Латвія               | товариський матч  | 1    | 84', 88' |
| 6-9-2011   | Рига        | Латвія         | 1 – 1     | Греція               | Відбір до ЧЄ 2012 | -    |          |
| 7-10-2011  | Рига        | Латвія         | 2 – 0     | Мальта               | Відбір до ЧЄ 2012 | -    |          |
| 11-10-2011 | Рієка       | Хорватія       | 2 – 0     | Латвія               | Відбір до ЧЄ 2012 | -    |          |
| 28-5-2013  | Дуйсбург    | Латвія         | 3 – 3     | Туреччина            | товариський матч  | -    | 23' 46'  |
| 7-6-2013   | Рига        | Латвія         | 0 – 5     | Боснія і Герцеговина | Відбір до ЧС 2014 | -    |          |
| Усього     |             | Матчів         | 16        |                      | Голів             | 1    |          |